# PVT Chat
PVT Chat è un film del 2020 scritto e diretto da Ben Hozie, con protagonisti Peter Vack e Julia Fox.

## Trama
Jack è un giocatore d'azzardo che vive da solo in un appartamento a New York. Egli diventa velocemente ossessionato da una camgirl, Scarlet: i due fanno delle sessioni a pagamento quasi giornalmente.
Con il passare del tempo, Jack scopre dei lati diversi di Scarlet – come il suo voler fare la pittrice – e si innamora di lei. Il suo sentimento raggiunge il picco massimo quando, una sera piovosa, vede Scarlet passeggiare nella chinatown della città. La camgirl nega di esser stata a New York, così Jack le promette che in caso riuscisse a scattare una foto sua in città, l'avrebbe portata in viaggio a Parigi. I due continuano a frequentarsi e Scarlet, che progressivamente sviluppa dei sentimenti sinceri per lui, con i soldi ricevuti dà sostentamento al progetto del suo ragazzo, Duke, il quale è al corrente della situazione. Egli, per ottenere più soldi da Jack, suggerisce a Scarlet di andarlo a trovare a casa di sorpresa e di rubargli dei soldi dal conto corrente: così, un giorno, i due infatuati si ritrovano nell'appartamento di Jack. Con la scusa della promessa per il viaggio a Parigi, Scarlet riesce a rubargli 10 000 dollari, per poi scappare in auto con Duke. Jack è disperato ed è obbligato a lasciare il suo appartamento per andare a dormire in un motel, dove incontrerà nuovamente Scarlet, piena di sensi di colpa.

## Produzione
Il lungometraggio è stato girato tra gennaio e febbraio 2018 a New York, nei quartieri di Brooklyn, Queens e Manhattan.

## Promozione
(Tagline del film)
Il teaser del film è stato pubblicato sul canale YouTube del regista il 31 marzo 2020, seguito dal trailer ufficiale il 6 gennaio 2021.

## Distribuzione
PVT Chat ebbe la sua première al Fantasia International Film Festival il 21 agosto 2020. I suoi diritti per la distribuzione in Regno Unito e Irlanda furono acquistati il 17 novembre 2020 dalla Vertigo Releasing, mentre quelli relativi alla distribuzione in territorio statunitense furono affidati alla Dark Star Pictures, che rese la pellicola disponibile nelle sale dal 5 febbraio 2021. Pochi giorni dopo, il 9 febbraio, PVT Chat diventò disponibile sulle piattaforme video on demand.
In Italia, il film è stato distribuito in esclusiva in streaming su MUBI.

## Accoglienza
Il film ha ricevuto dei voti sufficienti da parte della critica specializzata. Sull'aggregatore di recensioni Rotten Tomatoes, PVT Chat ha ottenuto il 65% di approvazione basato su 40 recensioni, con un voto medio di 6,2 su 10. Il consenso della critica riporta: «il suo approccio intelligente e sfumato a materiale potenzialmente salace è rinfrescante, ma PVT Chat fatica a usarlo al servizio di una storia significativa». Su Metacritic, il film ha ricevuto un punteggio di 61 su 100 basato su 9 recensioni professionali.
Mike Vanderbilt di Consequence ha assegnato al film "B+", elogiando il modo in cui le fantasie sessuali sono state rappresentate: «certo, il kink non è la spinta principale di PVT Chat, ma il film presenta in modo pratico la relazione tra Scarlet e Jack così com'è: in altre parole, alcune persone sono solo più avventurose sessualmente, nonostante conducano vite ordinarie, noiose e solitarie».